# Myrmozercon
Myrmozercon (лат.) — род мирмекофильных клещей семейства Laelapidae из отряда Mesostigmata (Dermanyssoidea). Более 20 видов, большинство из которых ассоциированы с муравьями. Представители рода паразитируют на муравьях как минимум с эоцена.

## Распространение
Европа, Закавказье, Азия (Ближний Восток, Восточная и Центральная Азия), Австралия, Африка, Северная Америка. Половина видов отмечена в Палеарктике. Клещ, относящийся к роду Myrmozercon, был обнаружен также в балтийском янтаре.

## Описание
Микроскопического размера клещи (длина около 0,5 мм). Для большинства видов характерна умеренная или развитая хетотаксия (кроме двух видов с редуцированным числом щетинок на дорсальной стороне теле). У самцов раздельные стерногенитальный и анальный (или мелкий вентроанальный) диски. Лапки с развитым амбулакрумом с редуцированными коготкками или без них. Отмечены на муравьях 3 подсемейств и 8 родов: Formicinae (Camponotus, Cataglyphis, Polyrhachis); Dolichoderinae (Iridomyrmex, Tapinoma); Myrmicinae (Crematogaster, Messor, Monomorium). Вид M. rotundiscutum — на муравьях рода Кампонотус и т. д. Один вид (M. robustisetae) обнаружен на термитах (Isoptera) и один на растениях.

## Систематика
Более 20 видов.
- Myrmozercon acuminatus (Berlese, 1903)
- Myrmozercon aequalis (Banks, 1916) — Австралия
- Myrmozercon andongensis Joharchi et al., 2018 — Южная Корея, на sp. nov., были собраны цепляющимися за Camponotus japonicus[5]
- Myrmozercon antennophoroides (Berlese, 1903)
- Myrmozercon brachiatus (Berlese, 1903)
- Myrmozercon brevipes Berlese, 1902
  - = Myrmozercon ovatum Karawajew, 1909[2]
- Myrmozercon clarus  (Hunter and Hunter, 1963)
- Myrmozercon cyrusi Ghafarian & Joharchi, 2013[2]
- Myrmozercon diplogenius (Berlese, 1903)
- Myrmozercon flexuosa  (Michael, 1891)
- Myrmozercon iainkayi Walter, 2003 — Квинсленд (Австралия)[9]
- Myrmozercon karajensis Joharchi et al., 2011[10]
- Myrmozercon liguricus (Vitzthum)
- Myrmozercon robustisetae Rosario & Hunter, 1988 — Пуэрто-Рико[11]
- Myrmozercon rotundiscutum Rosario & Hunter, 1988 — Айдахо (США)[11]
- Myrmozercon scutellatus (Hull, 1923) — Австралия
- Myrmozercon serratus Pérez-Lachaud et al., 2024[8]
- Myrmozercon spatulatus Pérez-Lachaud et al., 2024[8]
- Myrmozercon tauricus  Trach & Khaustov, 2011[12]
- Другие виды